# Antonio Uliana
Antonio Uliana (* Carpesica di Vittorio, 16 de julio de 1931). Fue un ciclista italiano, profesional entre 1954 y 1961 cuyo mayor éxito deportivo lo obtuvo en la Vuelta a España al lograr 1 victoria de etapa en la edición de 1955. 

## Palmarés
1953
- La Popolarissima

1954
- Giro del Piave

1955
- 1 etapa en la Vuelta a España

1956
- 1 etapa en el Tour de Europa

1959
- 1 etapa en la Vuelta a Suiza